# Wassili Iwanowitsch Sternberg

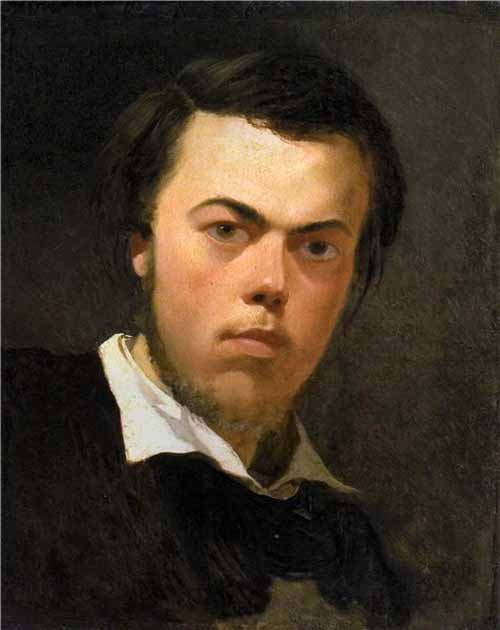
Selbstporträt Wassili Sternberg

Wassili Iwanowitsch Sternberg (russisch Василий Иванович  Штернберг Wassili Iwanowitsch  Schternberg, ukrainisch Василь Іванович Штернберг Wassyl Iwanowytsch Schternberh; * 31. Januarjul. / 12. Februar 1818greg. in Sankt Petersburg, Russisches Kaiserreich; † 8. September 1845 in Rom, Italien) war ein ukrainischer Maler der Romantik. Er war einer der Gründer der ukrainischen Genre- und Landschaftsmalerei.

## Leben
Wassili Sternberg kam als Sohn eines Beamten in Sankt Petersburg zur Welt. Er studierte an der Kaiserlichen Kunstakademie Sankt Petersburg und wurde 1835 in die Liste der staatlichen Akademiker aufgenommen. Sein Lehrer in der Klasse der Landschafts- und perspektivischen Malerei war Maxim Worobjow.
Zwischen 1836 und 1838 arbeitete er jeden Sommer in der Ukraine. Er war dort Gast auf dem Landgut von Grigori S. Tarnowskyj in Katschaniwka im Gouvernement Tschernigow. Während seiner Reisen in der Ukraine machte er sich mit den ukrainischen Volksweisen und der Natur vertraut und reproduzierte dies meisterhaft in seinen Bleistiftzeichnungen, Aquarellen und Gemälden. Diese prämierten Werke, meist Landschaften und Alltagsszenen, fanden sogar gefallen beim russischen Kaiser Nikolaus I., der eines seiner Gemälde für seine Frau Alexandra Fjodorowna (andere Quellen nennen seine Tochter Marija Romanowa als Empfängerin) kaufte.
1838 traf er den Maler und bedeutendsten ukrainischen Lyriker Taras Schewtschenko und wurde einer seiner engsten Freunde. In St. Petersburg fertigte Sternberg, der mit Schewtschenko in derselben Wohnung lebte, mehrere Porträts des Dichters an. 1840 zeichnete er das Frontispiz für die Erstausgabe von Schewtschenkos Gedichtsammlung Kobsar sowie mehrere Porträts des ukrainischen Dichters.  Schewtschenko widmet ihm im Kobsar das Gedicht Iwan Pidkowa (Іван Підкова). Während des Studiums zeigte sich auch sein außergewöhnliches Talent eines Karikaturisten, mit dem er Dozenten und Freunde, zu denen neben Taras Schewtschenko auch der Komponist Michail Glinka zählten, beeindruckte.
1839/1840 nahm Sternberg an einer Expedition des Gouverneurs des Gouvernements Orenburg, dem Grafen Wassili Alexejewitsch Perowski (1795–1857) teil. Während er den Ural, Baschkortostan und die Provinz Orenburg bereiste, machte er zahlreiche Skizzen und Zeichnungen aus dem Leben und den Sitten der Menschen der bereisten Orte.
Anschließend erhielt er ein Stipendium der Akademie, um in Rom zu arbeiten. Dort starb er fünf Jahre später im Alter von nur siebenundzwanzig Jahren.

## Werke (Auswahl)
| Titel                                              |                                                       | Jahr    |
| -------------------------------------------------- | ----------------------------------------------------- | ------- |
| Ярмарка в местечке Ичне                            | Jahrmarkt im Städtchen Itschnja                       |         |
| Освящение пасх в Малороссии                        | Osterweihe in Kleinrussland                           | 1838    |
| Игра в жмурки в усадьбе Г. С. Тарновского          | Versteckspiel im Landgut von G. S. Tarnowski          |         |
| Усадьба Г.С. Тарновского в Качановке               | Landgut G. S. Tarnowski in Katschaniwka               | 1837    |
| Мельница в степи                                   | Mühle in der Steppe                                   |         |
| Пастушок                                           | Junger Hirte                                          | 1836–38 |
| Малороссийский шинок                               | Kleinrussische Schänke                                | 1837    |
| Выдубецкий монастырь близ Киева                    | Wydubezki-Kloster in der Nähe von Kiew                |         |
| Переправа через Днепр под Киевом                   | Überquerung des Dnepr bei Kiew                        | 1837    |
| Вид в Киеве                                        | Ansicht von Kiew                                      |         |
| Вид на Подол в Киеве                               | Ansicht von Podil in Kiew                             | 1837    |
| Итальянки у водоема                                | Italienische Frauen am Teich                          |         |
| Итальянец-простолюдин                              | Italienischer Bürger                                  |         |
| Римские пифферари                                  | Römischer Pifferari                                   |         |
| Итальянские крестьяне, играющие в карты, в остерии | Italienische Bauern beim Kartenspiel in einer Osteria |         |
| Этюд головы молодого итальянца                     | Studie zum Kopf eines jungen Italieners               |         |
| Этюд головы старика-итальянца                      | Studie zum Kopf eines alten Italieners                |         |
| Озеро Неми                                         | Nemisee                                               |         |
| В окрестностях Альбано                             | In der Umgebung von Albano                            |         |
| Этюд листьев                                       | Studie zu Blättern                                    |         |

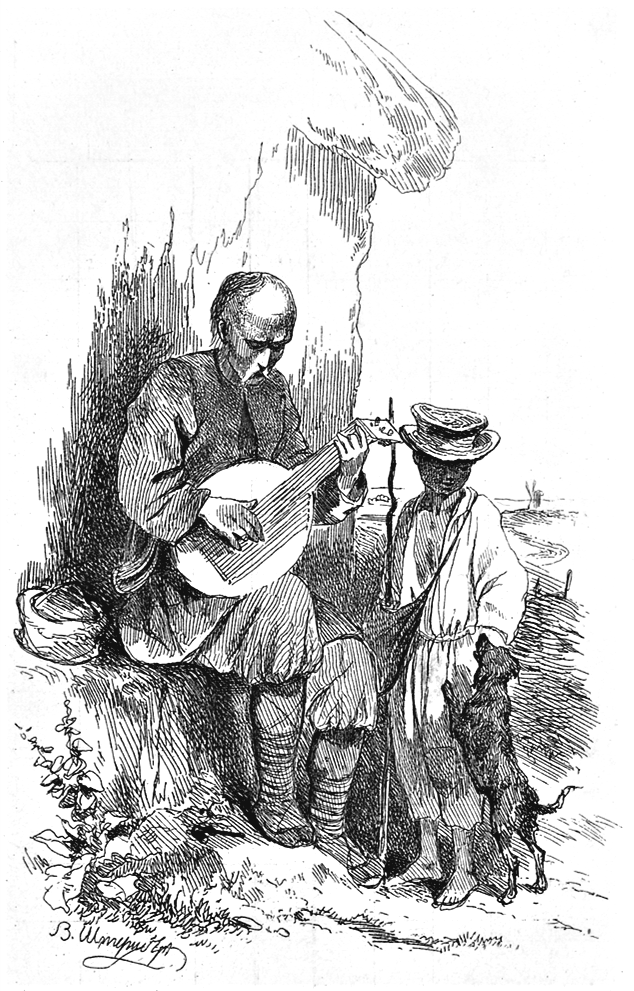
Zeichnung in der Erstausgabe von Taras Schewtschenkos Kobsar; 1840

Die Werke von Sternberg befinden sich unter anderem im Nationalen Kunstmuseum der Ukraine und im Nationalen Taras-Schewtschenko-Museum in Kiew, in den Museen der Städte Sumy, Sankt Petersburg und im Puschkin-Museum und der Tretjakow-Galerie in Moskau.

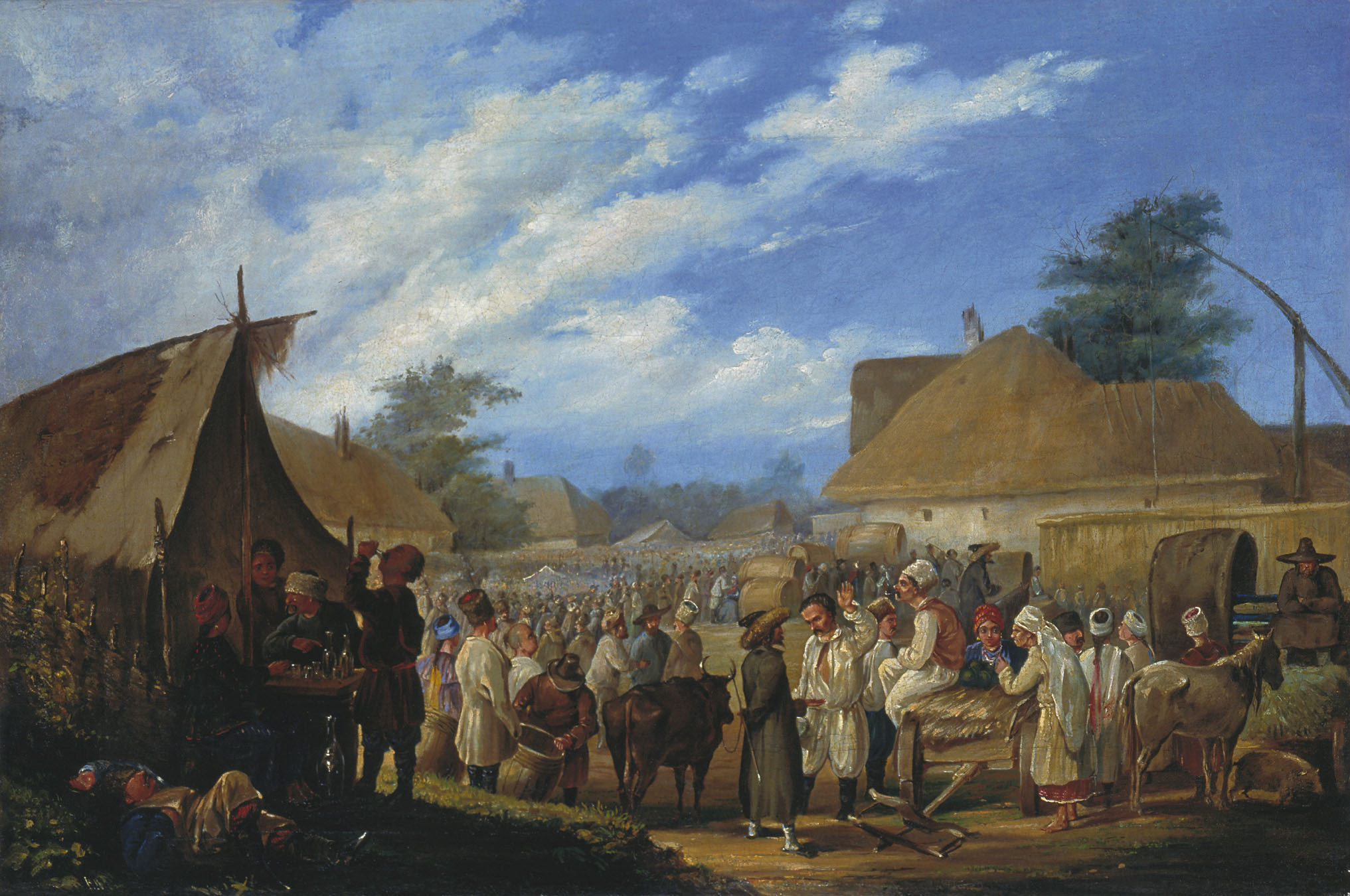
Jahrmarkt im Städtchen Itschnja (Messe in der Ukraine); erste Hälfte des 19. Jahrhunderts
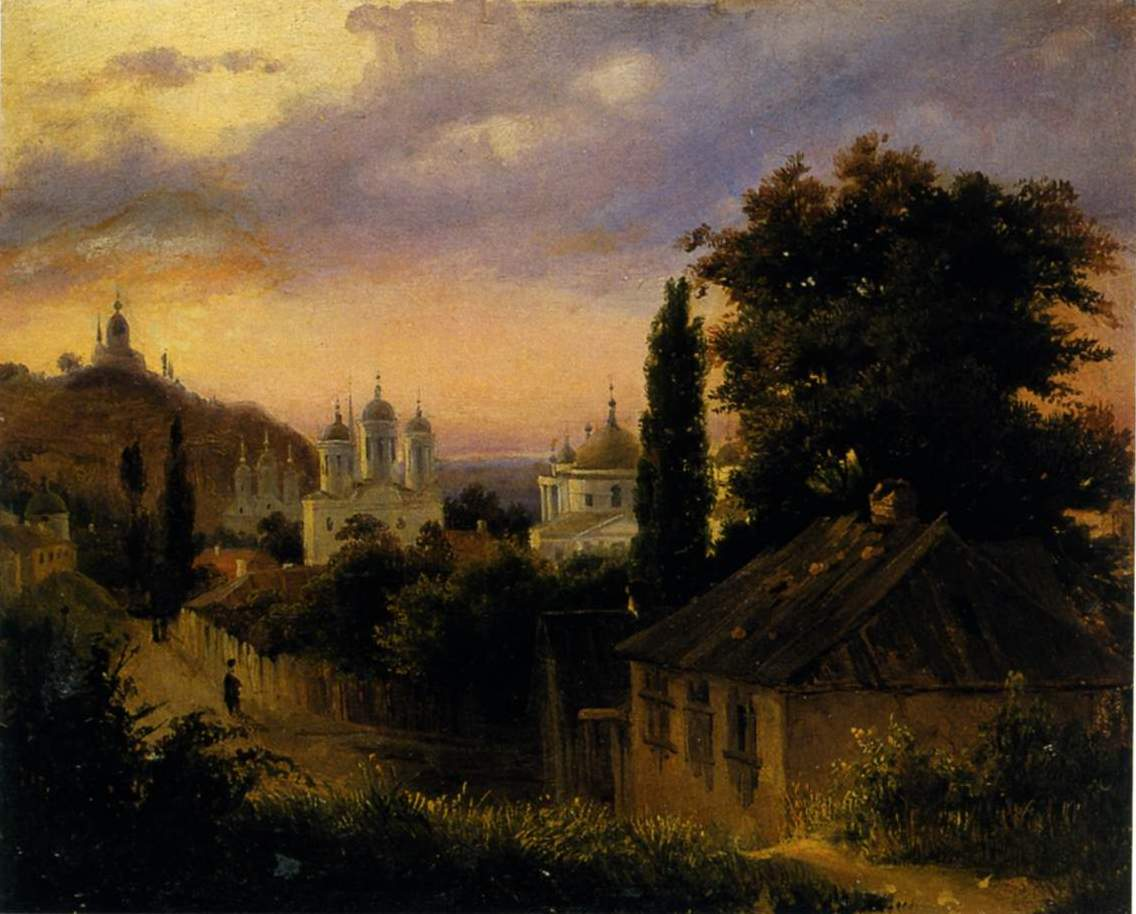
Ansicht von Podil in Kiew; 1837
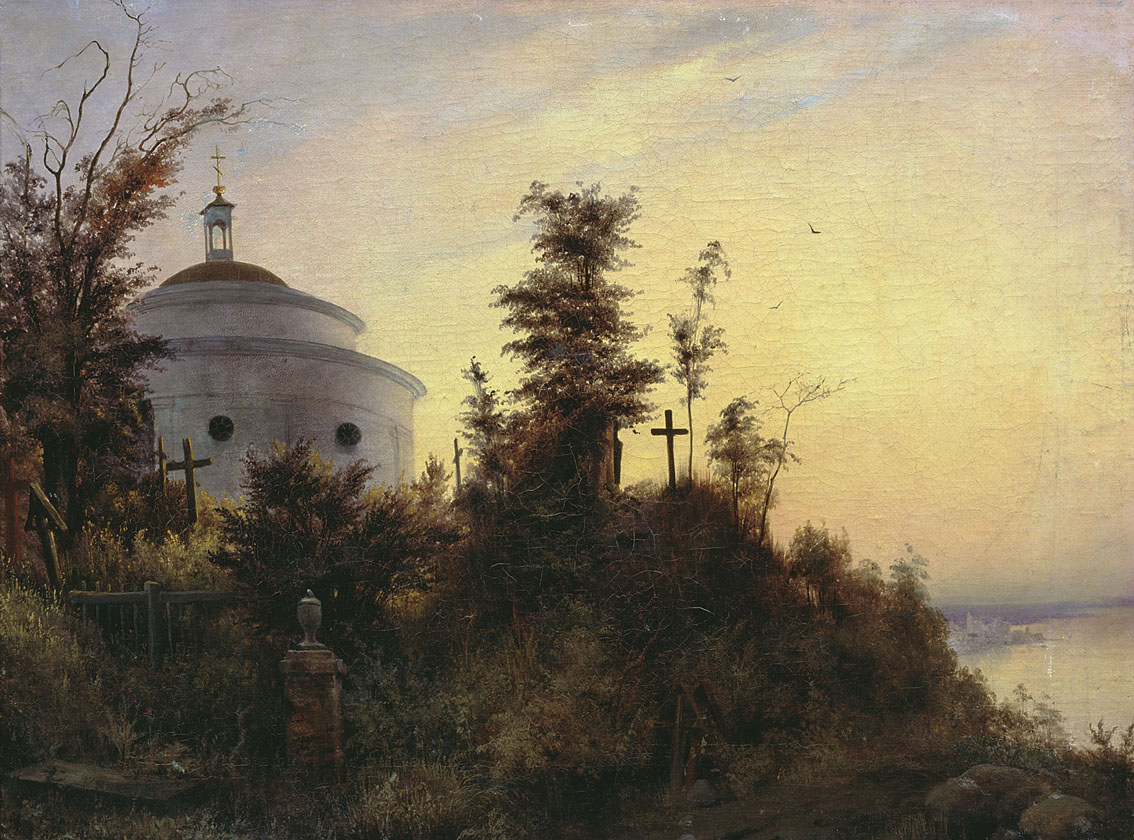
Askolds Grab; 1837
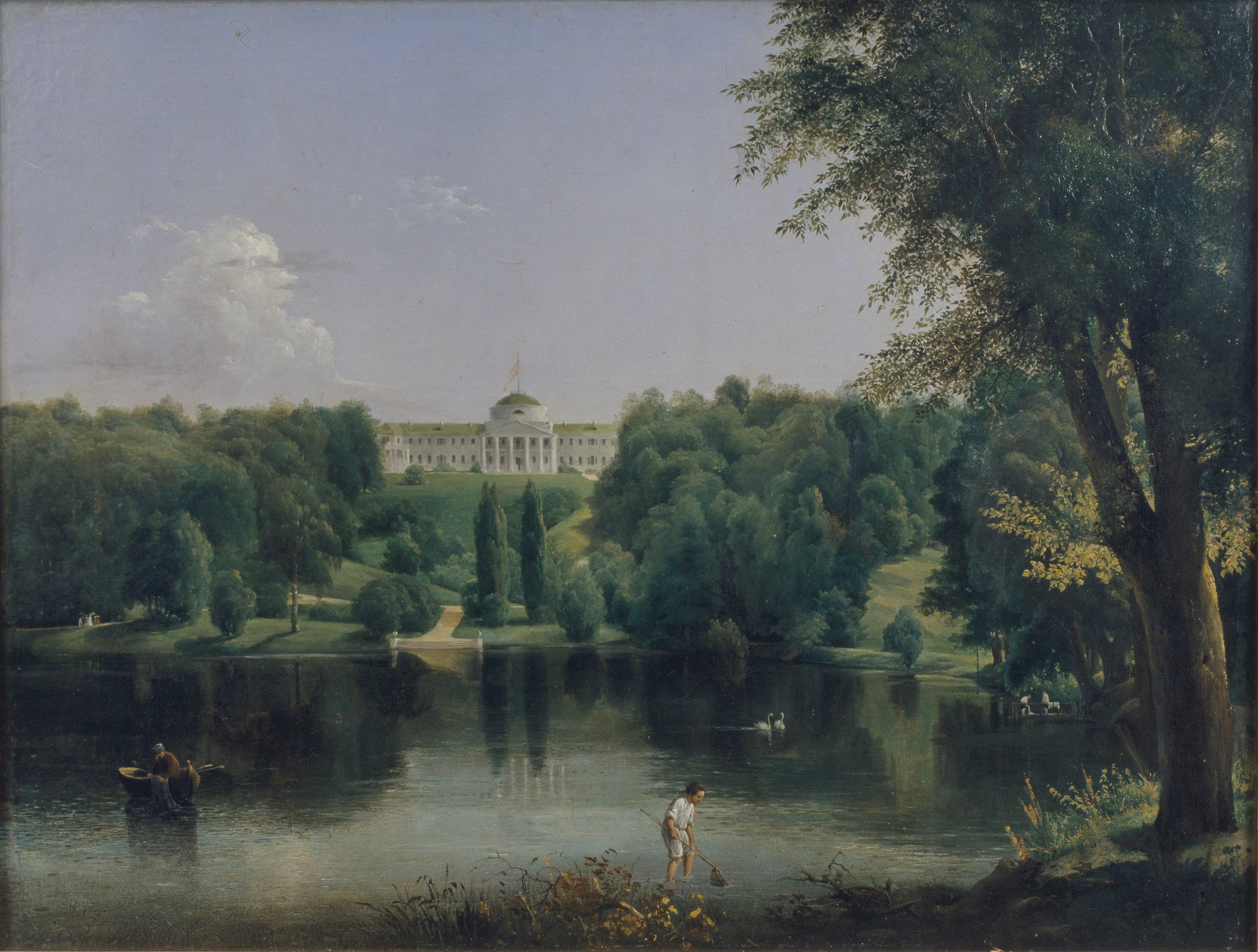
Landgut Katschaniwka; 1837, Nationales Kunstmuseum der Ukraine
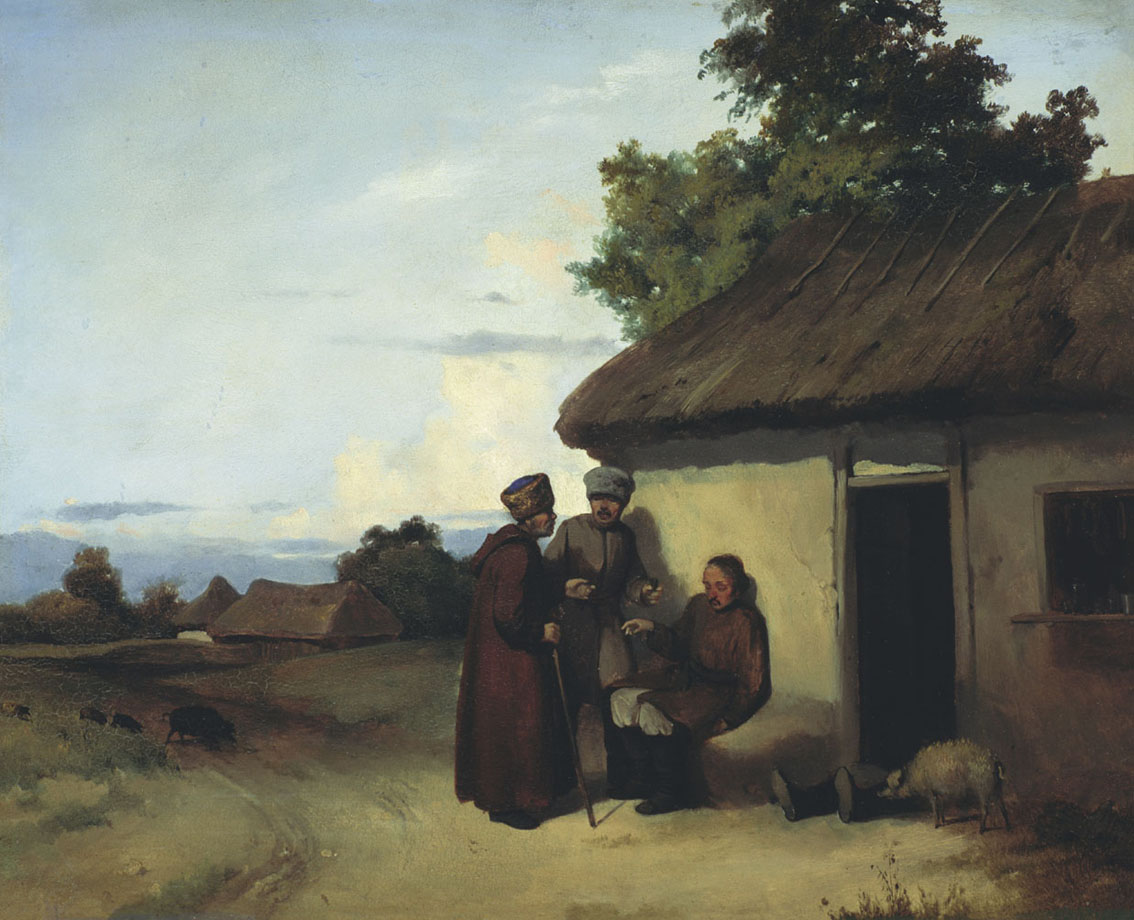
Kleinrussische Schänke (1837)